# 荻原巖
荻原 巖（おぎわら いわお、1888年 - 1975年）は、日本の医師、開業医、栄典は勲五等瑞宝章。

## 略歴
- 1888年（明治21年） - 山形県西田川郡鶴岡町（現・鶴岡市）に眼科医師の子として生れる。
- 荘内中学校（現・山形県立鶴岡南高等学校）卒業
- 第七高等学校造士館卒業
- 九州帝国大学医学部卒業
- 同医学部小児科医局 勤務
- 私立天使病院（札幌市） 勤務
- 1924年（大正13年） - 鶴岡に帰郷し小児科医院を開業する。
- 朝暘第一小学校と朝暘第五小学校の校医 就任。
- 1948年（昭和23年） - 鶴岡市に乳幼児保育相談所が開設され担当医 就任。
- 相談所での相談件数が4年間で5000件を超える。
- 1952年（昭和27年） - 厚生大臣表彰 授与
- 1957年（昭和32年） - 山形県知事表彰 授与
- 1967年（昭和42年） - 鶴岡市社会福祉功労表彰 授与
- 1974年（昭和49年）11月3日 - 勲五等瑞宝章 授与
- 1975年（昭和50年） - 死去。享年87。